# Bilua jezik
Bilua jezik (ISO 639-3: blb; mbilua, vella lavella), jezk centralnosolomonske porodice kojim govori 8 740 ljudi (1999. SIL; 8 540, 1998. SIL) na otoku Vella Lavella u Solomonskim otocima, provincija Western.
Prema prijašnjoj klasifikaciji pripadao je istočnopapuanskoj porodici unutar koje su centralnosolomonski jezici činili podskupinu

## Vanjske poveznice
- Ethnologue (14th)